# 1940年の野球
1940年の野球（1940ねんのやきゅう）では、1940年の野球界における動向をまとめる。

## 競技結果

### 日本プロ野球

#### ペナントレース
| 順位 | 球団         | 勝利 | 敗戦 | 引分 | 勝率 | ゲーム差 |
| ---- | ------------ | ---- | ---- | ---- | ---- | -------- |
| 優勝 | 東京巨人軍   | 76   | 28   | 0    | .731 | -        |
| 2位  | 阪神軍       | 64   | 37   | 3    | .634 | 10.5     |
| 3位  | 阪急軍       | 61   | 38   | 5    | .616 | 12.5     |
| 4位  | 翼軍         | 56   | 39   | 10   | .589 | 15.5     |
| 5位  | 名古屋軍     | 58   | 41   | 5    | .586 | 15.5     |
| 6位  | 黒鷲軍       | 46   | 54   | 4    | .460 | 28.0     |
| 7位  | 名古屋金鯱軍 | 34   | 63   | 7    | .351 | 38.5     |
| 8位  | 南海軍       | 28   | 71   | 6    | .283 | 45.5     |
| 9位  | ライオン軍   | 24   | 76   | 4    | .240 | 50.0     |

#### 個人タイトル
| タイトル     | 選手     | 球団     | 成績      |
| ------------ | -------- | -------- | --------- |
| 最優秀選手   | 須田博   | 巨人     |           |
| 首位打者     | 鬼頭数雄 | ライオン | .321      |
| 最多本塁打   | 川上哲治 | 巨人     | 9本       |
| 最多打点     | 中島治康 | 巨人     | 67打点    |
| 最多盗塁     | 石田政良 | 名古屋   | 32盗塁    |
| 最多安打     | 鬼頭数雄 | ライオン | 124安打   |
| 最高出塁率   | 千葉茂   | 巨人     | .404      |
| 最優秀防御率 | 野口二郎 | 翼       | 0.93      |
| 最多勝利     | 須田博   | 巨人     | 38勝      |
| 最多奪三振   | 亀田忠   | 黒鷲     | 297奪三振 |
| 最高勝率     | 須田博   | 巨人     | .760      |

#### ベストナイン
| 守備位置 | 選手     | 球団     |
| -------- | -------- | -------- |
| 投手     | 須田博   | 巨人     |
| 捕手     | 田中義雄 | 阪神     |
| 一塁手   | 川上哲治 | 巨人     |
| 二塁手   | 苅田久徳 | 翼       |
| 三塁手   | 水原茂   | 巨人     |
| 遊撃手   | 上田藤夫 | 阪急     |
| 外野手   | 鬼頭数雄 | ライオン |
| 外野手   | 山田伝   | 阪急     |
| 外野手   | 中島治康 | 巨人     |

### 東京大学野球
- 春 - 慶・明・立が7勝3敗（同率首位）、優勝預かりとなる。
- 秋 - 明大が4勝1敗で優勝。

### 中等野球
- 第17回選抜中等学校野球大会決勝（阪神甲子園球場・4月2日）
岐阜商業（岐阜県） 2-0 京都商業（京都府）
- 第26回全国中等学校優勝野球大会決勝（阪神甲子園球場・8月19日）
海草中学（和歌山県） 2-1 島田商業（静岡県）

### メジャーリーグ
- ワールドシリーズ

## できごと
- 戦局悪化に伴う、日本野球連盟による英語禁止の通達で9月15日 にイーグルスが「黒鷲軍」、9月25日 に大阪タイガースが「阪神軍」、 10月17日に東京セネタースが「翼軍」にそれぞれ改称している。
- 日本プロ野球は初の日本国外公式戦となる満洲リーグ戦を満洲国において、7月23日から8月23日の日程で開催。72試合が行われたが本塁打は1本も記録されず、使用球内部の（羅紗が再生品で更生球とよばれた）の質の悪化によるものとされる[3]。

### 3月
- 3月5日 -  日本野球連盟は日本運動協会に最高殊勲選手の選出を依頼する[4]。
- 3月14日 - 日本野球連盟の全選手と職員が橿原神宮に参拝し、戦勝祈願を行う[5]。
- 3月18日 - イーグルスの亀田忠が対ライオン軍戦（阪急西宮球場）においてノーヒットノーランを達成、スコアは5対0。
- 3月27日 - 東京大学野球を春季2回総当たり・秋季1回総当たりに短縮決定。

### 4月
- 4月14日 -  阪急軍の浅野勝三郎が対大阪戦（阪神甲子園球場）においてノーヒットノーランを達成、スコアは9対0。
- 4月16日 - 【MLB】クリーブランド・インディアンスのボブ・フェラーが対シカゴ・ホワイトソックス戦においてノーヒットノーランを達成、スコアは1対0。シーズン開幕戦での達成は大リーグ史上初。
- 4月30日 - 【MLB】ブルックリン・ドジャースのテックス・カールトンの対シンシナティ・レッズ戦においてノーヒットノーランを達成、スコアは3対0

### 5月
- 5月6日 - 東京セネタースの野口二郎が延長11回を投げ毎回奪三振の15を記録。延長まで投げての毎回奪三振は日本プロ野球初[6]。

### 6月
- 6月8日 - 【MLB】シンシナティ・レッズのハリー・クラフトがサイクル安打を達成。
- 6月15日 - 【MLB】ニューヨーク・ジャイアンツのハリー・ダニングがサイクル安打を達成。
- 6月16日 - ライオン軍の近藤久が対南海軍戦で9回2死までノーヒットノーランを続けていたものの、国久松一に安打を打たれて阻止されている[7]。
- 6月18日 - 南海の清水秀雄が対阪急軍戦で日本プロ野球初の通算2度目かつシーズン2度目の毎回奪三振13を記録[8]。
- 6月29日 - 慶應大学野球部、ハワイに遠征。8月18日まで試合を行い、12勝2敗の成績[9]。

### 7月
- 7月1日 - 日本野球連盟は顧問に鳩山一郎を推薦[10]。
- 7月6日 - 東京巨人軍の沢村栄治が対名古屋軍（西宮）において3度目のノーヒットノーランを達成、スコアは4対0。
- 7月13日 - 【MLB】セントルイス・カージナルスのジョニー・マイズがサイクル安打を達成。
- 7月19日 - 【MLB】ニューヨーク・ヤンキースのバディ・ロザーがサイクル安打を達成。

### 8月
- 8月2日 - 【MLB】ボストン・レッドソックスのジョー・クローニンが2度目のサイクル安打を達成。
- 8月3日 - 大阪の三輪八郎が満洲国の大連の大連満倶球場で行われた対巨人戦においてノーヒットノーランを達成、スコアは1対0。日本国外での達成はプロ野球史上初で唯一の事例。
- 8月6日 - 名古屋対翼戦は延長11回0対0の引き分けに終わるが、名古屋の岡本敏男は11回を完封しているが、完封して引き分けたのは日本プロ野球初[11]。
- 8月11日 - 大連満倶球場の大阪と阪急との試合において、試合は若林の三塁打をスクイズで返した1点を守り、1対0で大阪が勝利したが、この時先発した大阪の若林忠志が80球、阪急の森弘太郎が77球の、両軍合わせて157球で試合を終わらせている[12][13]。
- 8月22日 - 阪急の石田光彦が対ライオン戦（大連満倶球場）において、2度目のノーヒットノーランを達成、スコアは9対0。

### 9月
- 9月8日 -【MLB】ニューヨーク・ヤンキースのジョー・ゴードンがサイクル安打を達成。

### 10月
- 10月8日 - 【MLB】ワールドシリーズ第7戦（クロスリー・フィールド）が行われ、シンシナティ・レッズがデトロイト・タイガースを2対1で破り、4勝3敗で21年ぶり2度目の優勝。
- 10月20日 - 日本野球連盟は監督、選手、マネージャーをそれぞれ「教士」「戦士」「秘書」とする新用語をこの日から使用する[14]。

### 11月
- 11月16日 -  巨人対阪神戦（後楽園球場）において巨人が勝利し、巨人の優勝が決定している。
- 11月16日 - 南海の清水秀雄が対阪急戦で延長12回ながら17奪三振を記録[7]。
- 11月29日 - 黒鷲の亀田忠が対ライオン戦の7回、日本タイ記録の1イニング6与四死球（押し出し2）を記録[15]。

### シーズンオフ
- 1月13日 - 翼と名古屋金鯱軍が球団合併し、大洋軍[16]となる[5]。

## 誕生

### 1月
- 1月5日 - 重松省三
- 1月5日 - 丸山完二
- 1月21日 - 西脇興司

### 2月
- 2月1日 - 藤井栄治
- 2月3日 - 城之内邦雄

### 3月
- 3月10日 - 足立光宏
- 3月15日 - 佐々木吉郎（+ 2008年）

### 4月
- 4月2日 - 久保征弘
- 4月3日 - 大石清
- 4月5日 - 板東英二
- 4月7日 - 安部和春（+ 2023年）
- 4月11日 - 早瀬方禧（+ 2012年）
- 4月15日 - ウィリー・デービス（+ 2010年）
- 4月26日 - 高井良一男

### 5月
- 5月17日 - フランク・ヤシック
- 5月20日 - 王貞治

### 6月
- 6月2日 - 岩下修一
- 6月17日 - 高木喬（+ 2012年）
- 6月19日 - 張本勲
- 6月24日 - 倉島今朝徳（+ 2013年）

### 7月
- 7月3日 - シーザー・トーバー（+ 1994年）
- 7月3日 - 矢野清（+ 2014年）
- 7月7日 - 鈴木悳夫（+ 2007年）
- 7月15日 - 河村保彦（+ 2012年）
- 7月18日 - ジョー・トーリ
- 7月24日 - 一枝修平
- 7月25日 - 菅原紀元
- 7月28日 - 別部捷夫

### 8月
- 8月2日 - 西田孝之
- 8月3日 - ロジャー・レポーズ

### 9月
- 9月6日 - 田中俊幸（+ 2008年）
- 9月10日 - ボブ・チャンス（+ 2013年）
- 9月17日 - 松本俊一
- 9月18日 - 河原田明（+ 2023年）
- 9月19日 - 大羽進
- 9月26日 - 上条高敬（+ 2017年）

### 10月
- 10月4日 - ビル・ソーレル（+ 2008年）
- 10月9日 - ジョー・ペピトーン（+ 2023年）
- 10月19日 - 伊藤竜彦

### 11月
- 11月4日 - 宮寺勝利
- 11月10日 - 岡村浩二（+ 2023年）
- 11月23日 - ルイス・ティアント
- 11月24日 - 石川陽造

### 12月
- 12月20日 - 辻佳紀（+ 1989年）
- 12月20日 - サッド・ティロットソン（+ 2012年）
- 12月22日 - エルロッド・ヘンドリックス（+ 2005年）
- 12月23日 - 太田紘一

## 死去
- 8月3日 - ウィラード・ハーシュバーガー（* 1910年）
- 12月16日 - ビリー・ハミルトン（* 1866年）